# Kratsboda gård

Kratsboda gård var ett torp i stadsdelen Mariehäll i Bromma i västra Stockholm. Kratsboda torp (även Krassebo, Krafsebotorp, Kraffsebodatorp, Krapseboda, Krasebo, Krasbo, Krassboda) låg nära Bällsta bro i Mariehäll och var på 1500-talet ett kronotorp.

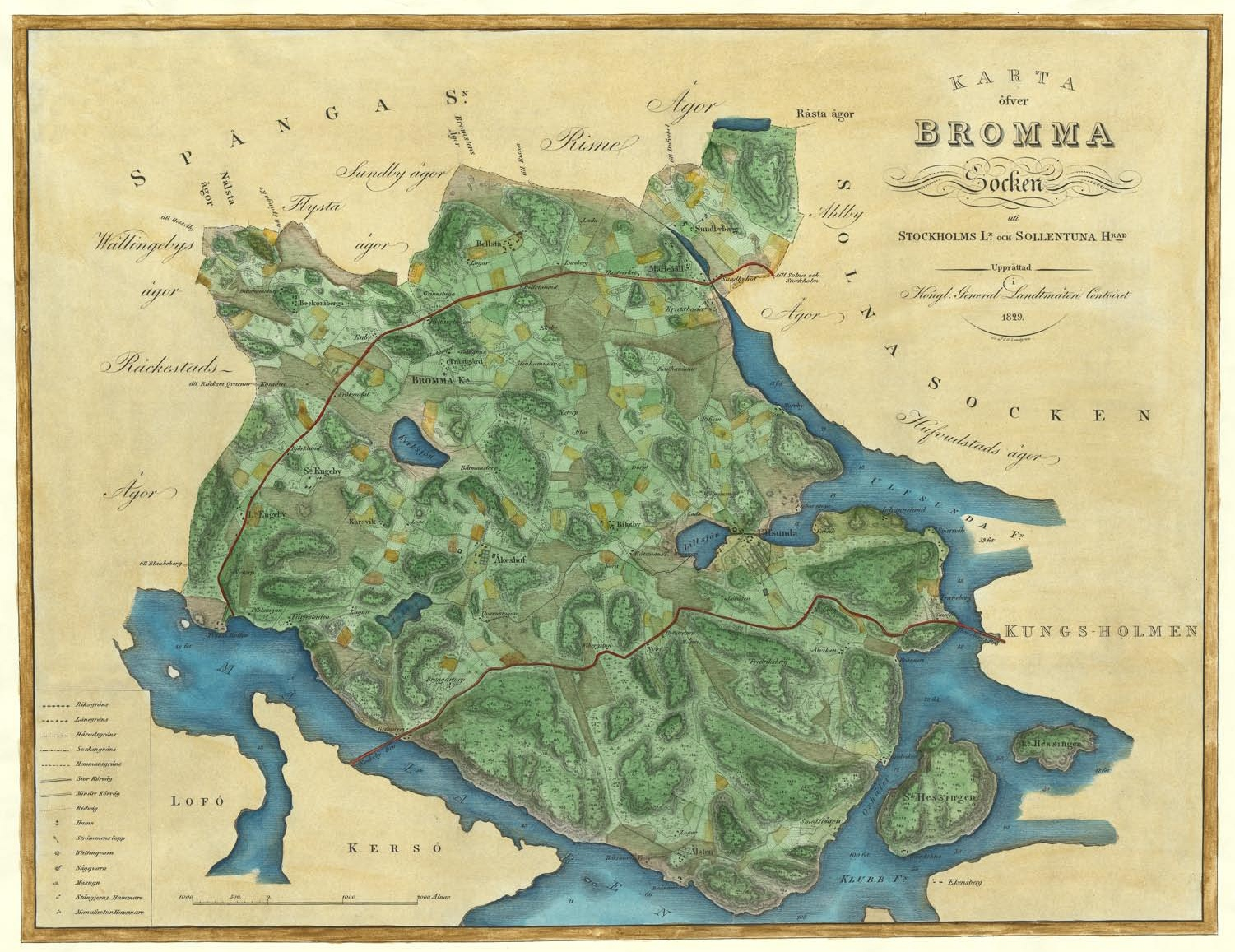
1829 års "Karta övfer Bromma Socken uti Stockholms län och Sollentuna härad". Kongl. General Landtmäteri Contoiret.

1750 och 1829 års karta visar Kratsboda ett par hundra meter söder om Bällsta bro Vid den tiden låg Kratsboda på det, som blivit Mariehälls mark. Kratsboda blev så småningom säteri och officersboställe.

## Medeltiden
Under medeltiden förekom, enligt Sixten Rönnow, stor uppgång beträffande kreatursskötsel på Ulvsundas ägor. Det fanns ett system med fäbodar, vilket namnformen Kratsboda (Krafses fäbod) visar. Det var en ulvsundagård med fäbodar i relativt sen tid.
Antikvarie Hans Hansson skriver i Brommaboken 1937: "Hans i Kramseboda är nämnda bland skattebönderna i 1539 års jordebok och skattar för 2 markland. 1602 skattar Mats i Kraffsebodatorp för 13 ½ öres land, det största kronohemmanet i Bromma vid denna tid."

## 1600-, 1700- och 1800-talen

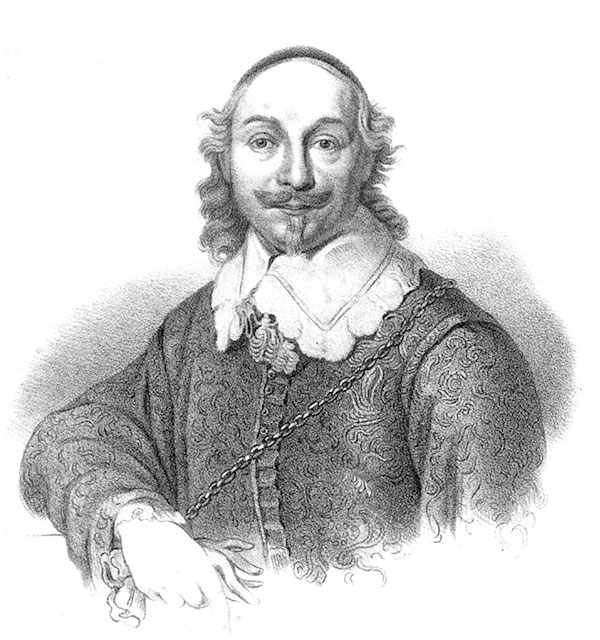
Erik Jöransson Tegel. Litografi av Johan Henric Strömer.

Från och med 1631 är Kratsboda gård upptagen som ett fjärdedels hemman. Gården förlänades detta år till Petter Grönberg, vars arvingar kort därpå sålde den till Erik Jöransson Tegel.
Erik Jöransson Tegel (1563-1636) var ämbetsman och historiker. Tegel är mest känd som författare till en krönika över Gustav Vasa (1597-1604; tryckt 1622), skriven på Karl IX:s uppdrag. I texten citeras och refereras mängder av dokument från det kungliga kansliet som därefter gått förlorade. Erik Jöranssons Tegels änka, Magdalena Dantzeville, hade ett säteri här 1640. På 1660-talet synes säterifriheten ha fått förlorad och gården indrogs 1684 vid Karl XI:s reduktion till kronan, varvid den dåvarande ägaren hänvisades att för sin rätt söka sin man var han gitter. 1721 var gården anslagen till översten för livregementet till häst. Den nuvarande Kratsboda gård är yngre och belägen på annan plats än 1600-talsgården.
I sockenstämmoprotokoll nämns, att Anders Mattson i Crasboda var närvarande vid en sockenstämma 22 januari 1694. Det antecknas vidare, att Anders Mattson inte kom den 22 augusti 1694 till arbetet med klockstapeln.
Inventeringen nämner även Grindstugan i Kratsboda i nuvarande stadsdelen Mariehäll, som återfinns i husförhörslängd 1794 (två stattorpare). Kratsboda grindstuga har inte markerats på stadsdelskarta.
Området kring nuvarande Mariehälls gård tillhörde fram till 1780-talet Bällsta säteri. Då skedde en avsöndring av två torp på dess ägor, och den nya egendomen gavs namnet Mariehäll. Området låg vid Bällstaviken på den norra sidan om landsvägen som gick mellan Stockholm och Drottningholms slott.
1789-1790 uppfördes Mariehälls gård norr om landsvägen, med ekonomibyggnader och brännvinsbränneri. På den södra sidan låg Kratsboda gårdar.
Efter Bällsta bro ligger norr om Bällstavägen vägarna Askängsvägen, Mariehällsvägen, Karlsbodavägen och Tappvägen. Söder om Bällstavägen ligger Karlsbodavägen, Tegelbergsvägen, Solbergsvägen, Alpvägen och Adolfsbergsvägen.
I Mariehäll låg troligen torpet Kratsboda. Mariehälls krog kan eventuellt vara Brostugan (eller Brostufwan). Krogen nämns i husförhörslängd 1779. De fem torpen, som sorterade under Mariehäll var Askängen, Brostugan, Hastverket, Lugna torp och Kratsboda. Bortsett från dessa torp var Mariehäll var under 1700-talet obebyggt. Marken ingick ursprungligen i Bällsta säteri. På en karta förekommer namnet första gången 1782. 

## 1900-talet

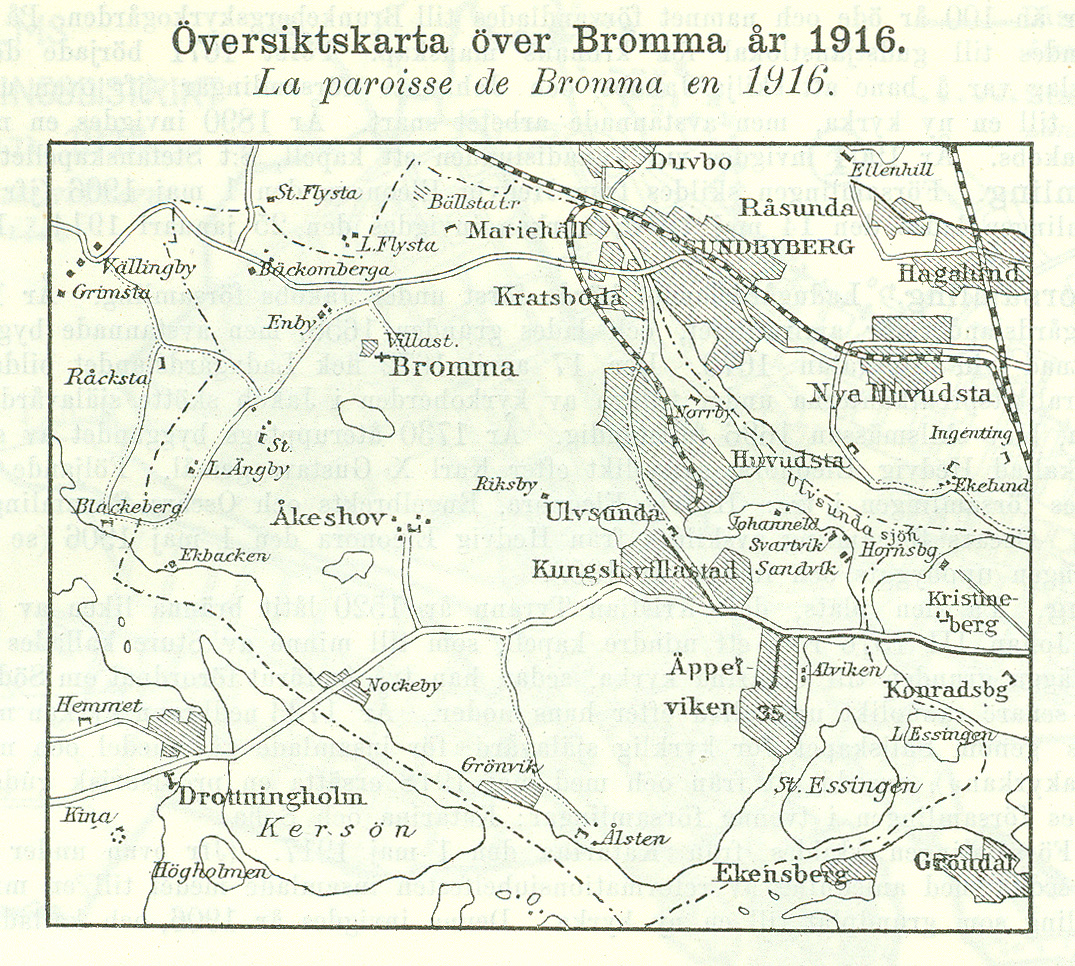
Karta över Bromma 1916

Omkring år 1900 började även Kratsboda gårds ägor, som låg på den södra sidan av landsvägen, Bällstavägen, att styckas av för bostadsbebyggelse under namnet Kratsboda Villatomter. Man uppförde på dessa marker större hyreshus tänkta för arbetarna på industrierna i trakten. Omkring år 1900 började avstyckningen av tomter från gården Kratsboda söder om Bällstavägen. Hyreskaserner byggdes i flera kvarter för industriarbetarna och deras familjer. Den västra delen av nuvarande Mariehäll avyttrades av ägaren till Bällsta gård 1904. Området styckades av i villatomter och Bällsta Villastad bildades. Mariehälls gård var, som ovan nämnts, ursprungligen en gård under Bällsta säteri. Mariehälls gård med ekonomibyggnader och brännvinsbränneri låg norr om landsvägen och uppfördes 1789-1790.
Området saknade stadsplanering. Det innebar bland annat att vatten och avlopp saknades. 1916 inkorporerades Mariehäll, tillsammans med övriga Bromma, med Stockholms stad. Invånarantalet i Mariehäll var 1916 omkring 2000 personer. 1917 fick Mariehäll elektricitet och 1921 elektrisk gatubelysning. Spillvatten, diskvatten och tvättvatten gick vid den här tiden ut i öppna diken till uppsamlingsbrunnar. Först 1938 fick området kommunalt vatten och avloppsledningar.

## Mariendals Trädgård
I början av 1900-talet köptes Tallbacken inom skogsområdet Lilla Kratsboda av den norske köpmannen Torvald Olrog och här anlades en handelsträdgård, Mariendals Trädgård, som ligger vid korsningen öster om Ulvsundavägen och Karlsbodavägen. Trädgården sköttes av en trädgårdsmästare som senare övertog rörelsen. På tomten väster om Mariendals Trädgård startade trädgårdsmästare Andersson ytterligare en handelsträdgård. Både Mariendals Trädgård och Anderssons Trädgård var i drift fram till 1940-talet. Närheten till Bromma flygfält gjorde att verksamheterna lades ner och där trädgårdarna låg finns idag industrier och kontorslokaler. 1944 stadsplanerades Mariendals Trädgårdar. 1945 var planerna för ett nytt industriområde klara. Under 1953-1954 byggde man en del hyreshus i Mariehällsområdet.
På karta från 1910 syns Kratsboda. Författaren Nils Ringstedt skriver i boken Byar, gårdar och säterier i Bromma att han inte vet när gården revs, men i området finns nu flerfamiljshus. Några fruktträd växer mellan husen i området nära Kratsbodavägen i Mariehäll i kvarteret Mattishill. Kanske att gården låg här.